# Бранкица Јанковић
Бранкица Јанковић (Чачак, 18. јануар 1973) српска је правница. Тренутно обавља функцију повереника за заштиту равноправности.

## Биографија
Дипломирала је право на Правном факултету Универзитета у Новом Саду. Тренутно је докторант на Факултету безбедности Универзитета у Београду.
За повереницу за заштиту равноправности именована је у мају 2015. године и поново именована у новембру 2020. године. Такође је предавачица на мастер студијама на тему Мултикултурални социјални рад - антидискриминационе политике и праксе на Факултету политичких наука, Београд, Србија, предавачица на Високим студијама безбедности Школе националне одбране Војске Републике Србије и менторка на Регионалном програму Поделите своје знање који организује Европски покрет у Србији, уз подршку Мисије ОЕБС-a. Чланица је редакције стручног часописа "Социјална мисао", председница уредништва часописа Актуелности и заменица главног уредника стручног часописа Социјална политика.
Њена област експертизе су социјална заштита, заштита жена, старијих особа, заштита права детета и јавна управа и безбедност. Током каријере била је и државна секретарка Министарства за рад, запошљавање и социјалну политику у периоду од 2012. до 2014. године, где је управљала системом социјалне заштите, породично-правне заштите и имплементирала јавне политике рада и запошљавања. Током радне каријере учествовала је у изради различитих националних стратешких и правних докумената. Иницијаторка је и чланица неколико регионалних платформи за сарадњу жена и младих, као и тела за равноправност, са циљем боље инклузије свих грађана.
Била је национална пројектна директорка на бројним пројектима, нарочито у области заштите жена од насиља – „Борба против сексуалног и родно заснованог насиља“ и “Интегрисани одговор на насиље над женама“, национална координаторка Радне групе за старење Економске комисије Уједињених нација за Европу, шефица преговарачког тима за поглавље 19 (Социјална политика и запошљавање) у процесу преговора о приступању ЕУ, председавајућа Пододбора за имплементацију Споразума о стабилизацији и придруживању у области Истраживање, иновације, информатичко друштво и социјалне политике и чланица Политичког Савета за спровођење Резолуције 1325 Жене, Мир, Безбедност. Водила је неколико Савета Владе Републике Србије - за старење становништва особа са инвалидитетом и права деце, а такође била је и национална координаторка за старење и шефица неколико државних делегација Републике Србије.

## Награде и признања
- Златни точак за допринос заштити људских права припадника Ромске националне мањине за 2013. годину - Ромски национални савет[7]
- Национално признање за допринос развоју система социјалне заштите за 2012. годину - Асоцијација социјалне заштите Републике Србије
- Дрво међугенерацијске солидарности - Клубови пензионера Београда - за трајни допринос борби за права старијих[8]
- Личност године за 2017. годину - Мисија ОЕБС-а у Србији[9]
- Признање за допринос афирмисању права на слободан приступ информацијама од јавног значаја и транспарентност у раду за 2017. и 2019. годину - Повереник за информације од јавног значаја и заштиту података о личности[10]
- Награда Петар Манојловић за највећи допринос у унапређењу геронтологије и геронтолошке мисли - Геронтолошке друштво Србије, 2018. Године[11]
- Допринос године Европи за 2018. годину, Европског покрета у Србији[12]
- Посебна награда за допринос развоју друштва, магазина Diplomacy&Commerce[13]

## Дела

### Научни и стручни радови
1. Милица С. Бошковић, Бранкица Б. Јанковић: Друштвене околности насиља – могућност примене концепта помирљиве криминологије, Српска политичка мисао,[14]
2. Милица С. Бошковић, Бранкица Б. Јанковић: Малолетничка деликвенција у Републици Србији: трендови и индикатори, Српска политичка мисао,[15]
3. Јанковић М., Јанковић Б. Организоване криминалне групе као субјекти угрожавања безбедности, Наука, безбедност, полиција: часопис Полицијске академије,[16]
4. Зоран Драгишић, Бранкица Јанковић: Радикални исламизам и безбедност, Политика националне безбедности,[17]
5. Зоран Драгишић, Бранкица Јанковић, Милица Бошковић: Прикупљање обавештајних података као изазов поштовању људских права, стр. Политика националне безбедности,[18]
6. Тодоровић Н., Врачевић М. и Јанковић Б. (2015.): Глобални индекс старења У: М. Крстић, Д. Ранђеловић и Ј. Минић (Ур.); Б. Јовановић ( гл. и одг. ур) Међународни тематски зборник: Старење и квалитет живота: Транзиција и евроинтеграције, Филозофски факултет у Приштини са седиштем у Косовској Митровици стр. 299-312. (Међународни тематски зборник: Старење и квалитет живота: транзиција и евроинтеграције резултат је рада истраживача на пројекту III47023 „Косово и Метохија између националног идентитета и евроинтеграција”, који финансира Министарство просвете, науке и технолошког развоја Републике Србије),[19]
7. Петрушић Н., Тодоровић Н., Врачевић М., Јанковић Б., Финансијско злостављање старијих жена у Србији (на енглеском језику),[20]
8. Липовац М., Јанковић Б., Повереник за заштиту равноправности као механизам заштите од дискриминације у образовно – васпитним установама, Безбедност у образовно – васпитним установама: Основна начела, принципи, протоколи, процедуре и средства,[21]
9. Истраживање везе између чињења окрутних радњи према животињама и насиља над људима: Насиље над људима и животињама-докази (на енглеском језику) Милица Бошковић, Ненад Путник, Бранкица Јанковић Приручник за друштвене, психолошке и форензичке перспективе сексуалног злостављања (на енглеском језику), издавача IGI Global Publishing, USA, 2017.
10. Јанковић Б, Тодоровић Н., Врачевић М., Људска права старијих у Републици Србији – концепти и разумевање, Међународни конгрес “Старење и људска права”,[22]
11. Јанковић Б. (2022). Значај родно осетљивог приступа у борби против трговине људима. Дипломатија и безбедност: зборник радова стр. 91-116.[23]
12. Бошковић М., Јанковић Б. (2022): Улога центара за социјални рад у помоћи жртвама трговине људима. Међународна конференција ALOPS22, Висока школа социјалног рада.[23]
13. Бошковић М. Јанковић Б. (2024): Значај Примене Резолуције СБ УН 1325 у остваривању стања хумане безбедности [24]

### Приручници
1. Јанковић Б., Котевић Ј., Пајванчић М., Приручник за препознавање дискриминације пред органима јавне власти, Повереник за заштиту равноправности, Немачко удружење за међународну сарадњу (ГИЗ), 2016,[25]
2. Јанковић Б, Тодоровић Н., Врачевић М., Добро чувана тајна: Злостављање старијих особа, Црвени крст Србије, 2015,[26]
3. Јанковић Б, Крстић И., Андонов А., Јакоби Т. Приручник за новинаре и новинарке: Борба за равноправност, Повереник за заштиту равноправности, 2016,[27]
4. Јанковић Б, Зајић Г., Врачевић М., Тодоровић Н. Положај старијих на селу, Црвени крст Србије, 2016,[28]
5. Јанковић Б., Крстић И., Влашкалин Т. Дискриминација и равноправност : приручник за новинаре и новинарке, Повереник за заштиту равноправности, 2023[29]
6. Бошковић, М.,  Јанковић Б. (2023). Forced Migrations and the Risk of Human Trafficking. In E. Alaverdov & M. Bari (Eds.), Handbook of Research on the Regulation of the Modern Global Migration and Economic Crisis [30]
7. Бранкица Јанковић, проф. др Ивана Крстић, Тамара Влашкалин (2023): Приручник за новинаре и новинарке - Дискриминација и равноправност[31]